# Archibald Acheson (3e comte de Gosford)
Pour les articles homonymes, voir Archibald Acheson, Acheson et Gosford.
Archibald Acheson, 3e comte de Gosford (20 août 1806 - 15 juin 1864), titré vicomte Acheson entre 1807 et 1849, est un pair britannique et membre du Parlement.

## Jeunesse

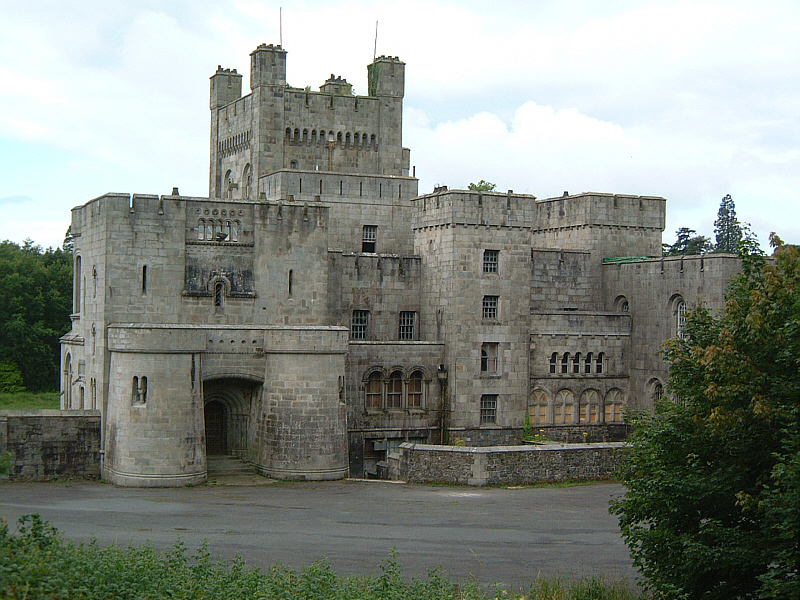
Château de Gosford, comté d'Armagh

Gosford est né le 20 août 1806. Il est le fils unique d'Archibald Acheson (2e comte de Gosford) du château de Gosford, comté d'Armagh et de Mary Sparrow (1777–1841). Il a quatre jeunes sœurs, dont Mary Acheson (épouse de James Hewitt (4e vicomte Lifford)) et Millicent Acheson (épouse d'Henry Bence Jones).
Ses grands-parents paternels sont Arthur Acheson (1er comte de Gosford) et Millicent Pole (une fille du lieutenant-général Edward Pole). Sa mère est la fille unique et l'héritière de Robert Sparrow de Worlingham Hall et de Mary (née Bernard) Sparrow (sœur et héritière de Robert Bernard, 5e baronnet et fille unique de John Bernard, 4e baronnet).
Il fait ses études à Harrow School et à Christ Church, à Oxford.

## Carrière
Il est élu en 1830 comme député du comté d'Armagh à la Chambre des communes britannique, siège qu'il occupe jusqu'en 1847, date à laquelle il est anobli en tant que premier baron Acheson, de Clancairney, comté d'Armagh, dans la pairie du Royaume-Uni. Il hérite des titres et domaines irlandais de son père en 1849, dont le domaine de Worlingham Hall qu'il vend aux enchères en août 1849. Il est créé Chevalier de l'Ordre de Saint-Patrick en 1855.
Il est nommé lord-lieutenant et custos rotulorum d'Armagh de février 1864 à sa mort plus tard cette année-là.

## Vie privée
Le 22 juin 1832, il épouse Theodosia Brabazon (1808-1876), fille de John Brabazon (10e comte de Meath) et de Melosina Adelaide Meade (quatrième fille de John Meade (1er comte de Clanwilliam)). Ensemble, ils ont sept enfants:
- Gertrude Emily Acheson (décédée en 1927), qui épouse Francis Foljambe (homme politique), demi-frère de Cecil Foljambe (1er comte de Liverpool), et fils aîné et héritier de George Savile Foljambe et Harriet Emily Mary Milner en 1856 [2]
- Mary Acheson (1835–1892), qui épouse Leopold William Henry Fox-Powys, deuxième fils de Thomas Powys, 3e baron Lilford et de Mary Elizabeth Fox (soeur et héritière de Henry Fox (4e baron Holland) et fille unique de Henry Vassall-Fox (3e baron Holland)) en 1862
- Ruthanne Acheson
- Edith Acheson (1837-1906)[6]
- Archibald Acheson (4e comte de Gosford) (1841–1922), qui épouse Louisa Montagu, la deuxième fille de William Montagu (7e duc de Manchester). Sa femme est une dame d'honneur de la reine Alexandra
- Major général Edward Archibald Brabazon Acheson (1844–1921), qui épouse Clementina Le Marchant, fille du général John Gaspard Le Marchant, en 1869
- Katherine French Acheson (1847–1898), qui épouse le capitaine Frederick William Duncombe, troisième fils d'Arthur Duncombe (quatrième fils de Charles Duncombe (1er baron Feversham)), en 1868.

Lord Gosford meurt le 15 juin 1864 et est remplacé par son fils, Archibald. Sa veuve est décédée le 13 février 1876.